# Energija zvuka
Energija zvuka ili energija zvučnog vala nastaje pri pri širenju vala u svim smjerovima od njegova izvora djelić mase m ima brzinu v = A ∙ω, analogno prema izrazu v = r ∙ω, gdje je r = A - amplituda vala, a energiju (u džulima = J):
{\displaystyle E={\frac {m\cdot v^{2}}{2}}={\frac {m\cdot A^{2}\cdot \omega ^{2}}{2}}}
To vrijedi za svaki djelić materije u kojoj se val širi. Obujam ili volumen od 1 m3 materije mase ρ ima prema tome energiju (u J/m2):
{\displaystyle e={\frac {\rho \cdot A^{2}\cdot \omega ^{2}}{2}}}
gdje vrijedi: m = ρ∙V = ρ∙1 = ρ. Ako se val širi brzinom v, onda će kroz površinu S okomito na smjer širenja vala prijeći u 1 sekundi količina zvučne energije Φ (u W):
{\displaystyle \phi =e\cdot S\cdot v}
a kroz površinu od 1 m2 u 1 sekundi prijeći će energija (u W/m2):
{\displaystyle j=e\cdot v={\frac {\rho \cdot A^{2}\cdot \omega ^{2}\cdot v}{2}}}
Ta se veličina zove gustoća zvučne energije.

## Jakost zvuka
Jakost zvuka (oznaka I) je fizikalna mjerna veličina koja opisuje energiju zvučnoga vala u vremenskom razdoblju (intervalu) kroz površinu okomitu na smjer širenja vala. Mjerna je jedinica vat po kvadratnom metru (W/m²).
Prag čujnosti je najmanja jakost zvuka koju ljudsko uho može čuti: 
{\displaystyle I_{0}=1~\mathrm {pW/m^{2}} =0,000\,000\,000\,001~\mathrm {W/m^{2}} .}
Razina jakosti zvuka (oznaka L) je mjerna veličina prilagođena osjetljivosti ljudskoga uha, deseterostruki logaritam omjera jakosti nekoga zvuka i praga čujnosti, odnosno: 
{\displaystyle L={\frac {1}{2}}\cdot \ln \!\left({\frac {I}{I_{0}}}\right)\!~\mathrm {Np} =\log _{10}\!\left({\frac {I}{I_{0}}}\right)\!~\mathrm {B} =10\cdot \log _{10}\!\left({\frac {I}{I_{0}}}\right)\!~\mathrm {dB} }
gdje je:
- I - razina jakosti zvuka;
- I0 - prag čujnosti;
- Np - neper;
- B - bel;
- dB - decibel.[2]

Valovi zvuka proizvode tlak na tijelo na koje udaraju. Jakost zvuka je količina energije koju isijava izvor zvuka u 1 sekundi kroz površinu od 1 m2 okomito na smjer njegovog širenja i mjeri se u W/m2. Iz izraza za gustoću energije vidimo da je jakost zvuka to veća što je veća gustoća sredstva ρ u kojem se zvuk širi i što je veća amplituda A vala. Međutim, kod prostornih valova gustoća energije opada s kvadratom udaljenosti, pa je u tom razmjeru i jakost zvuka:
{\displaystyle j={\frac {j_{0}}{r^{2}}}\ }
gdje je: j0 - gustoća energije na duljini r = 1 metar od njegovog izvora.